# Toma de la Universidad Nacional Mayor de San Marcos de 2019
La toma de la Universidad Nacional Mayor de San Marcos ocurrió el 17 de septiembre de 2019 en la ciudad universitaria de la UNMSM en Lima (Perú). La toma se llevó a cabo por universitarios y algunos catedráticos, en forma de protesta por la realización de una obra vial dentro de 9.500 metros cuadrados del terreno de la universidad. Tras la instalación de una mesa de diálogo, la toma culminó el 21 de septiembre con la cancelación de la obra pública.

## Antecedentes

### Inicio del conflicto"by-pass"
En diciembre de 2006, se aprobó el intercambio vial de la Av. Venezuela y Av. Universitaria. En marzo del 2008, el entonces alcalde de Lima, Luis Castañeda Lossio, derrumbó el cerco perimétrico de la Universidad San Marcos para construir un anillo vial en una parte de su campus, ocasionando las primeras protestas de los estudiantes y la paralización de la obra.

## Contexto

### Aprobación de la obra
El 5 de septiembre de 2019, el nuevo rector Orestes Cachay Boza mostró su voluntad y disposición de ceder 9.500 metros cuadrados del terreno de la universidad para culminar las obras viales en las avenidas Universitaria y Germán Amezaga, así como el by-pass de la avenida Venezuela, además que comentó que se reunirá con el alcalde de Lima, Jorge Muñoz, para ultimar los detalles.

### Primeros enfrentamientos
A partir del día siguiente, 6 de septiembre, la Federación Universitaria de San Marcos convocó a marchas y protestas contra el conflicto by-pass. Durante los enfrentamientos, la policía llegó a incluso lanzar bombas lacrimógenas al interior de la universidad, afectando a los estudiantes que recibían clases.

## Desarrollo de los eventos

### Ausencia de diálogo
Los representantes sanmarquinos solicitaron una reunión con el rector Cachay el alcalde de Lima, Jorge Muñoz, a las 2 de la tarde del día 17 de septiembre. Sin embargo, ninguna de las autoridades acudió, alegando que "tenían otros compromisos". Horas después, el rector mencionó que “la obra debe continuar”.

### La toma
Durante el día, gran cantidad de universitarios se congregaron en los exteriores de la universidad. A partir de las 6:50 pm, hora local, los estudiantes tomaron el campus universitario, tomando control y cerrando las puertas N°1, ubicada en la av. Venezuela, la puerta N°3 que queda en la av. Amézaga, la puerta N°7 y la puerta N°8. Para bloquear las puertas se colocaron cadenas, letreros, pancartas, carpetas y diversos objetos contundentes. Mientras que otros grupos quedaron en los exteriores protegiendo las entradas. Además colocaron paneles y banderolas, mientras que en el interior, los alumnos y algunos profesores empezaron a protestar en los patios. La policía rápidamente se organizó e intentó retomar el control de la universidad, ingresando por la puerta N°6 que se hallaba desprotegida, sin embargo, los estudiantes rápidamente se movilizaron al lugar, tanto por el interior como por los exteriores. Luego de unos minutos de tensión, los estudiantes de los exteriores llegaron a la puerta N°6, pero la policía intentó cerrarles el paso, ocurriendo un choque con los efectivos policiales, que además, empezaron hacer atacados por los alumnos del interior de la universidad, los universitarios pudieron unificarse y bloquear totalmente la puerta N°6, tras esto, la policía empezó a lanzar bombas lacrimógenas al interior de la universidad.
Inmediatamente después de estos sucesos, los universitarios encabezados por la alumna Valeria Román, integrante de la Junta Directiva de la Federación Universitaria de San Marcos, exigieron una mesa de diálogo con el rector y las autoridades. El alcalde de Lima, se pronunció y aclaró que está descartado la construcción de una estructura en forma de oreja y que se reunirá con los alumnos.

#### Tensión
Durante la mañana del 18 de septiembre, varios grupos de jóvenes se desplegaron a puntos estratégicos de la universidad para evitar el avance policial, mientras que otros manipulaban algunas cámaras de seguridad como forma de protestas. Por otra parte, el consejo universitario(conformado por las máximas autoridades) de la UNMSM comunicó que había autorizado al rector a realizar las acciones correspondientes para retomar el control de la situación. Ante ello, numerosos estudiantes formaron una cadena humana en los exteriores de la universidad, para evitar un posible ingreso del contingente policial que se encontraba en la zona.
Al día siguiente, el rector Cachay envió un oficio al general PNP Mario Arata, jefe de la región policial de Lima, donde le pide suspender la intervención policial a San Marcos. El mismo día, la ministra de educación, Flor Pablo, comunicó que se reunirá con los dirigentes estudiantiles y las autoridades implicadas para facilitar un acuerdo y solución mutua.

#### Mesa de diálogo y acuerdos
El 20 de septiembre se instaló una mesa de diálogo, donde participaron el alcalde de Lima, Jorge Muñoz, el rector de la UNMSM, Orestes Cachay, los representantes de los alumnos Kris Vidal, Gloria Alejandro y Alfredo Vera, y el representante de la Defensoría del Pueblo, Rolando Luque, además de contar con la mediación de la ministra de Educación, Flor Pablo, y la Municipalidad Metropolitana de Lima. En ella se acordó, que no habrá recortes en los terrenos del campus para la construcción del cerco perimétrico de la casa de estudios y el intercambio vial entre las avenidas Venezuela y Universitaria.

#### Levantamiento de la toma
Durante la noche del 21 de septiembre, la Federación Universitaria de San Marcos anunció el levantamiento de la toma tras lograrse un acuerdo con las autoridades correspondientes por el conflicto by-pass, en el que no se recortara "ni un centímetro" del terreno de la universidad. La dirigente estudiantil Valeria Román mencionó, como parte del discurso final de la toma:
“Demostramos nuestro cariño por la institución y terminado esto, queremos limpiar nuestra casa. Es el ánimo de las bases el contribuir a esto y creo que muestra la calidad que existe dentro del movimiento. Además de protestas también debemos dar propuestas, también limpiar nuestra casa y dejarla tal y como la hemos encontrado”
Finalmente, los universitarios suspendieron la toma, entre aplausos y celebración.